# 서울 청룡사 칠성도
서울 청룡사 칠성도(서울 靑龍寺 七星圖)는 서울특별시 종로구에 있는 조선시대의 칠성도이다. 2005년 12월 29일 서울특별시의 유형문화재 제202호로 지정되었다.

## 개요
청룡사 칠성도는 1868년 명조(月照)를 증명(證明), 보관(普寬)을 송주로 하여 응륜(應崙), 창엽(瑲燁), 승의(勝宜)등이 그린 것으로, 치성광여래삼존(熾盛光如來三尊)을 중심으로 칠성여래(七星如來), 칠원성군(七元星君), 삼태육성(三台六星), 동녀(童女), 천녀(天女) 등을 묘사하였다. 즉 치성광여래 아래에는 일광보살(日光菩薩)과 월광보살(月光菩薩) 및 칠원성군(七元星君)이 시립하고 있으며, 본존의 좌우로는 칠성여래가 치성광여래를 향하여 합장하고 서있다. 그리고 그 위로는 좌우에 6위의 쌍계동자(雙髻童子)와 천녀 2인이 합장한 모습으로 묘사되었으며, 화면의 최상단 좌우에는 원형 광배 안에 삼태육성이 각각 3위씩 그려져 있다.
조선후기의 칠성도에서 치성광여래는 대부분 우거를 타지 않고 수미단 위에 결가부좌한 모습으로 표현되는 것이 일반적인데, 이 칠성도는 19세기 후반 서울지역을 중심으로 조성된 칠성도와 같이 백우거(白牛車)가 묘사되고 있어 19세기 말 서울･경기지역 칠성도의 특징적인 도상을 잘 보여주는 작품이라 할 수 있다. 이에 서울시 유형문화재로 지정하여 보호할 필요가 있다.

## 참고 자료
- 청룡사 칠성도 - 국가유산청 국가유산포털